# Перестріч лісовий
{{#ifeq:0|0|{{#if:|{{#if:Melampyrumsylvaticum|[[]}}|}}}}
Перестріч лісовий (Melampyrum sylvaticum ) — однорічна рослина трав'яниста рослина роду перестріч (Melampyrum).

## Ботанічний опис
Стебло 8-25 см заввишки, голе або запушене, пряме або розгалужене; гілки прямі, довгі, відігнуті.
Листки еліптичні, 3-7 см завдовжки, 0,4-1 см або 1-1,2 см шириною або лінійно-ланцетні, 2-3 мм шириною, довго загострені, майже сидячі або на черешках 1 мм завдовжки, цілокраї, голі або з рідкими білими волосками з обох сторін, по краю війчасті.
Квітки на запушених квітконіжках, поодинокі, у пазухах верхніх листків та приквітків, в однобокій, колосоподібній, рідкій китиці, 5-11 см завдовжки і 0,8-1,5 см шириною. Віночок золотистий або темно-жовтий, 0,8-1 см завдовжки, з сильно зігнутою трубкою та верхньою губою, яка дорівнює нижній. Тичинки з пиляками 1-1,5 мм завдовжки, з рівними, загостреними придатками.
Плід — коробочка, еліптично-ланцетна або яйцеподібна, загострена, майже пряма, 7-8 мм завдовжки, 4,5 мм шириною, майже рівна чашечці, коричнева, гола, краї стулок потовщені, голі. Насіння бурувате, довгасте, 5-6 мм завдовжки, 2 мм шириною, гладке. Цвіте з червня по липень.

## Поширення
Вид поширений у Євразії. В Україні зустрічається у Карпатах, росте у ялинових лісах.